# Michele Esposito
Michele Esposito (ur. 29 września 1855 w Castellammare di Stabia, zm. 23 listopada 1929 we Florencji) – włoski kompozytor, pianista i dyrygent.

## Życiorys
W latach 1865–1873 studiował w Conservatorio San Pietro e Majella w Neapolu u Beniamino Cesiego (fortepian) i Paolo Serrao (kompozycja). Między 1878 a 1882 rokiem przebywał w Paryżu, gdzie działał jako pianista i nauczyciel fortepianu. W 1882 roku wyjechał do Dublina, gdzie objął klasę fortepianu w Royal Irish Academy of Music. Koncertował jako solista i kameralista. W 1899 roku założył Dublin Orchestral Society, którym dyrygował do 1914 i ponownie w 1927 roku. W 1917 roku otrzymał doktorat honoris causa Trinity College w Dublinie.
W swojej twórczości nawiązywał do tematyki irlandzkiej, dokonał aranżacji melodii ludowych. Skomponował m.in. operetkę The Post Bag (wyst. Londyn 1902), muzykę do sztuki scenicznej The Tinker and the Fairy (wyst. Dublin 1910), Suite of Irish Dances na orkiestrę, 2 rapsodie irlandzkie, 2 kwartety smyczkowe, 2 sonaty skrzypcowe, sonatę wiolonczelową. Jego utwory były wielokrotnie nagradzane, otrzymał I nagrodę na festiwalu Feis Ceoil za kantatę Deirdre (1897) i Irish Symphony (1902). 